# بازآرایی فریچ–بوتنبرگ–ویشل
بازآرایی فریچ–بوتنبرگ–ویشل(به آلمانی: Fritsch-Buttenberg-Wiechell-Umlagerung) گونه‌ای از واکنش بازآرایی در شیمی آلی است که طی آن یک ۱٬۱-دی‌آریل-۲-برومو-آلکن به یک ۱٬۲-دی‌آریل-آلکین در حضور یک باز قوی مانند آلکوکسیدها تبدیل می‌شود.